# إيليميسين
إيليميسين مركب عضوي ينتمي لعائلة من المركبات تسمى بالفينيل بروبين يتواجد هذا المركب في الزيت العطري لجوزة الطيب بنسبة مابين 2.4% - 10.5%
ويتواجد أيضا في نبته الأيميلي التي تنمو في الفلبين

## الأستخدامات
يستخدم مركب الإيليميسين في تحضير قلويد المسكالين المخدر